# Front national islandais
Le Front national islandais (en islandais : Íslenska þjóðfylkingin) est un parti politique d'extrême-droite islandais fondé en 2016.

## Description
La crise financière de 2008 entraîne des conséquences catastrophiques en Islande, l'île doit alors chercher des alliés toutefois elle souhaite maintenir son indépendance. Le Front national islandais fondé le 18 janvier 2016 s'inscrit dans cette ligne politique de l'indépendance nationale toutefois il défend également la langue et les mœurs islandaises.
Le Front national islandais se prononce également contre l'immigration et l'islam en Islande. Cette position se traduit notamment par l'opposition à la construction de mosquée sur le sol islandais,.

## Résultats électoraux

### Législatives: Au niveau national
| Élection | Voix | %   | Sièges |
| -------- | ---- | --- | ------ |
| 2016     | 303  | 0,2 | 0 / 63 |

## Présidents
| Président             | Période   |
| --------------------- | --------- |
| Helgi Helgason        | 2016-2017 |
| Guðmundur Þorleifsson | 2017      |